# Balázs Hoksary
Balázs Hoksary (* 22. November 1902 in Arad, Österreich-Ungarn; † 13. Februar 1988) war ein rumänischer Fußballspieler und -trainer. Er bestritt 58 Spiele in der höchsten rumänischen Fußballliga, der Divizia A, und gewann neun Meistertitel.

## Karriere als Spieler

### Verein
Hoksary begann mit dem Fußballspielen bei Chinezul Timișoara und kam dort im Jahr 1921 in die erste Mannschaft. Mit Chinezul konnte er zwischen 1922 und 1927 sechs Mal in Folge die rumänische Meisterschaft gewinnen – ein Rekord, der erst im Jahr 1998 von Steaua Bukarest eingestellt wurde und bis heute unübertroffen ist. Nach dem letzten Meistertitel geriet der Klub in finanzielle Schwierigkeiten und konnte nicht mehr an frühere Erfolge anknüpfen.
Im Jahr 1930 wechselte Hoksary – wie viele seiner früheren Mitspieler bei Chinezul – zum Lokalrivalen Ripensia Timișoara. Zunächst konnte er mit Ripensia nur Freundschaftsspiele bestreiten, da der Klub als professioneller Fußballverein nicht an der rumänischen Meisterschaft teilnehmen durfte. Dies änderte sich mit Gründung der Profiliga Divizia A im Jahr 1932. Ripensia dominierte die Liga in den ersten Jahren und Hoksary konnte bis zum Jahr 1936 seiner Sammlung drei weitere Meistertitel und zwei Pokalsiege hinzufügen.
Nach einem Jahr bei Electrica Timișoara beendete Hoksary im Jahr 1937 seine Karriere.

### Nationalmannschaft
Balázs Hoksary bestritt fünf Spiele für die rumänische Fußballnationalmannschaft. Sein Debüt hatte er am 7. Mai 1926 gegen die Türkei, sein letzter Einsatz war am 6. Mai 1928 gegen Jugoslawien.

## Karriere als Trainer
Nach dem Zweiten Weltkrieg war Hoksary als Trainer tätig und betreute zwischen 1946 und 1952 CFR Timișoara in der Divizia A. Sein erfolgreichstes Jahr von 1948, als er die Vizemeisterschaft erringen und das Pokalfinale zu erringen. Beide Male musste er ITA Arad den Vortritt lassen.

## Erfolge

### Als Spieler
- Rumänischer Meister:  1921/22, 1922/23, 1923/24, 1924/25, 1925/26, 1926/27, 1932/33, 1934/35, 1935/36
- Rumänischer Pokalsieger: 1933/34, 1935/36

Hoksary war mit neun Meistertiteln bis zum Jahr 1998 der erfolgreichste rumänische Fußballspieler, ehe er von Marius Lăcătuș abgelöst wurde.

### Als Trainer
- Rumänischer Vizemeister: 1947/48
- Rumänischer Pokalfinalist: 1947/48